# SOS … rao rao … Foyn
SOS … rao rao … Foyn – „Krassin“ rettet „Italia“ ist die älteste komplett erhaltene Hörspielproduktion in deutscher Sprache. Das Hörspiel in 20 Szenen stammt von Friedrich Wolf und wurde 1929 von der Funk-Stunde Berlin in Mono produziert. Die Länge beträgt ca. 64 Minuten 11 Sekunden.

## Hintergrund
Das Hörspiel beruht auf einer wahren Begebenheit: 1928 hörte der russische Funkamateur Nikolai Reinholdowitsch Schmidt (1906–1942) in Wochma nachts über einen selbst gebastelten Kurzwellenempfänger den verstümmelten Notruf „SOS... rao... rao... Foyn...“  der Überlebenden des Luftschiffs Italia. Das Luftschiff des italienischen Polarforschers Umberto Nobile war beim Flug über den Nordpol in einen Schneesturm geraten und nördlich von Spitzbergen abgestürzt. Die Überlebenden trieben auf einer Eisscholle und setzten mit einer tragbaren Notfunkanlage immer wieder ihren Notruf samt Positionsangabe ab: „SOS Italia. Auf dem Packeis, nahe der Foyn-Insel, nordöstlich Spitzbergens, 80°37‘ Breite, 26°50‘ Länge.“ Schmidt meldete seine Beobachtung nach Moskau, worauf eine internationale Rettungsaktion einsetzte, die ohne das Medium Funk nicht möglich gewesen wäre.

## Über das Hörspiel
Die älteste komplett erhaltene Hörspielproduktion des deutschen Rundfunks macht das Radio und den Funk selbst zum Thema. Der Nordpol-Flug war vom italienischen Duce als faschistische Propaganda-Aktion geplant. Dass ausgerechnet der sowjetische Eisbrecher Krassin die Verunglückten rettete, war für Friedrich Wolf Anlass zu einem Appell an die Weltsolidarität.
Die Uraufführung des später auch von ausländischen Stationen mit Erfolg gespielten Hörspiels SOS … rao rao … Foyn fand am 5. November 1929 in Köln unter der Regie des damaligen Oberspielleiters Rudolf Rieth und in Berlin unter der Regie von Alfred Braun statt. Die Inszenierung von Alfred Braun ist im Deutschen Rundfunkarchiv (DRA) erhalten und wurde vom DRA-eigenen Verlag Ende 2013 als Audio-CD herausgebracht, zusammen mit einigen weiteren Arbeiten und Reden des Autors Friedrich Wolf. Die Radio-Begeisterung der 1920er Jahre, die das Hörspiel transportiert, erinnert an den Kommunikationsrausch des Internets der 1990er.
1953 produzierte der Rundfunk der DDR eine 46-minütige Neuinszenierung des Stückes unter dem Titel Krassin rettet Italia, Regie: Joachim Witte, Komposition: Günter Lossau, Ursendung: 21. Dezember 1953. 2021, zum 90-jährigen Jubiläum des Berliner Haus des Rundfunks, produzierte die Künstlergruppe Limited Blindness in Kooperation mit rbbKultur eine Neubearbeitung unter dem Titel „Funken der Liebe“. Regie und Text: Heiko Michels. Musik und Sound: Marc Weiser. Die Arbeit spielte als Live-Hörspiel vor Publikum im Haus des Rundfunks und später u. a. im Theater im Delphi Berlin und war von der Deutschen Akademie der Darstellenden Künste zum Hörspiel des Monats März 2022 nominiert.

## Die Szenen
Einleitung / I Überfällig / II Nachtredaktion im Tageblatt / III Eisscholle / IV Russisches Dorf Wosnessenskoje im Gouvernement Wjatka 1 / V Straße in Berlin / VI Funkstation Rom-Sao Paolo / VII Wissenschaftliche Abteilung beim Kommissariat des Äußeren in Moskau / VIII Das rote Zelt auf der Eisscholle / IX Funkstation Rom-Sao Paolo / X Arbeiterrat eines Eisenwalzwerks bei Leningrad / XI An Bord des Eisbrechers Malygin vor Kap Leighsmith / XII Bericht der Prawda / XIII Café Telschow am Bahnhof Zoo Berlin / XIV Das rote Zelt auf der treibenden Eisscholle / XV Große Eisscholle bei der Halbinsel Wrede am 10. Juli / XVI An Bord des Krassin / XVII Funkstation Christiania / XVIII Eisscholle mit rotem Zelt / XIX Zwei Briefe von Italia zum Krassin

## Mitwirkende
- Darsteller:
  - Funker des Expeditionsschiffes Città di Milano: Peter Ihle
  - Funker in Leningrad: Meinhard Maur
  - Funker in New York: Robert Aßmann
  - erster Redakteur: Hugo Schuster
  - zweiter Redakteur: Fritz Ritter
  - Trojani: Manfred Fürst
  - Biagi: Richard Duschinski
  - Nicolai: Karl-Heinz Stroux
  - Fjodor: Ernst Busch
  - verschiedene Anrufer: Erwin Kleist, Bruno Fritz, Robert Aßmann, Peter Ihle, Karl Haas, Fritz Alten, Alfred Braun, Josef Bunzl, Walter Fried, Viktor Heinz, Fuchs, Günther Hadank, Otto Kronburger, Hans Sternberg, Gillis van Rappard, Gustav von Wangenheim.
- Musik: Walter Goehr
- Regie: Alfred Braun